# Микаберидзе, Важа
Ва́жа Микабери́дзе (груз. ვაჟა მიქაბერიძე, род. 1967, Тбилиси) — грузинский и итальянский скульптор. Известен под псевдонимом Прасто

## Биография
Окончил Тбилисскую академию художеств (1992), продолжил обучение в Академии Риачи во Флоренции (Италия, 1993—1995).
Живёт и работает в Пьетрасанте (Италия). В своих работах следует многовековым традициям по обработке бронзы и мрамора
Выставляется в России.

## Известные работы
Памятник Параджанову в Тбилиси.
Памятник Баланчину в Петербурге

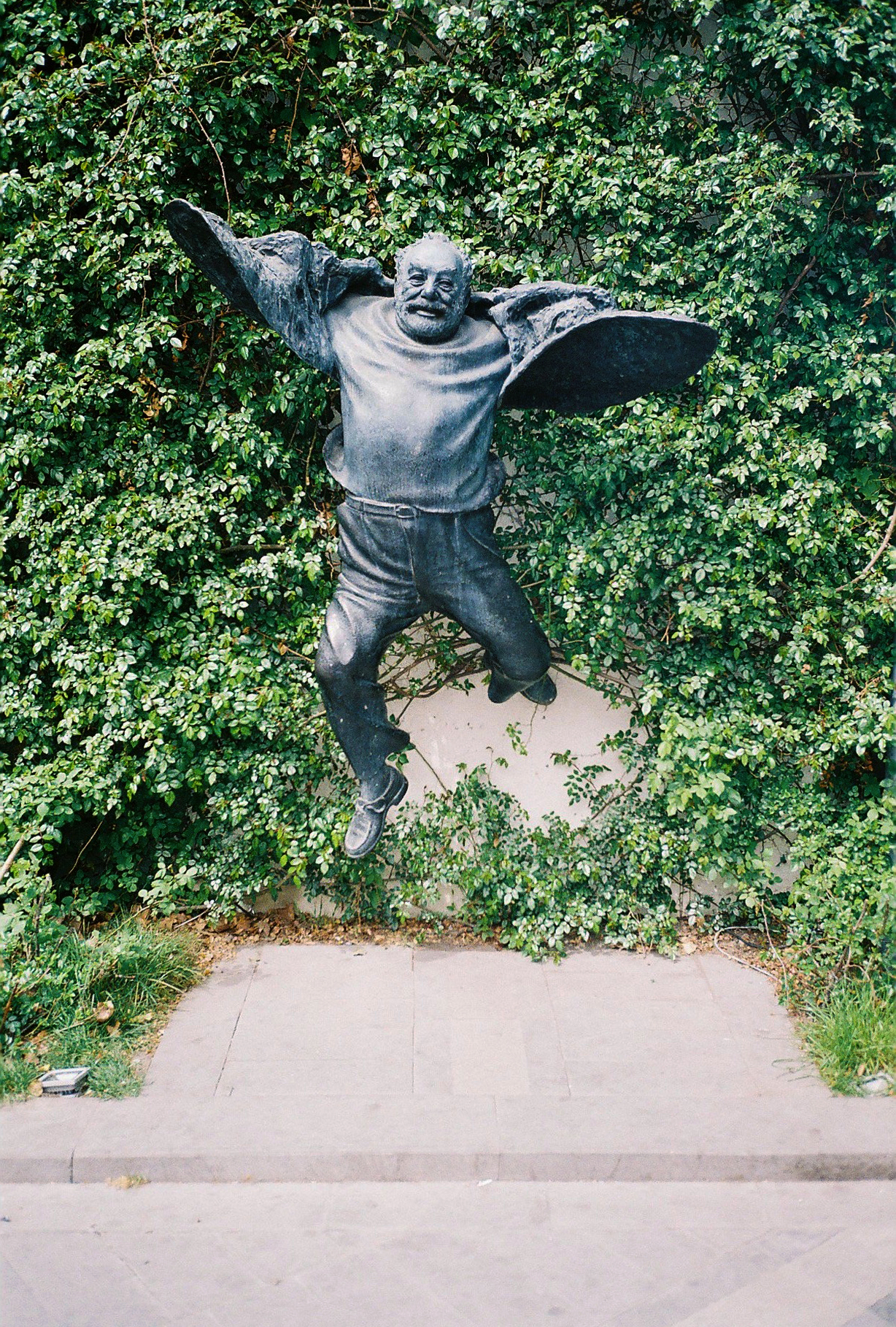
Памятник Параджанову в Тбилиси

Памятник Пиросмани у дома-музея художника в Мирзаани.
Памятник Эльдару Рязанову в Самаре
Скульптура Джакометти
Скульптура N’Uovo («Яйцо»)